# 陈军 (神经生物学家)
陈军(1962年5月—)，第四军医大学教授、疼痛生物医学研究所所长，中国神经科学学会副理事长，中国教育部第四批“长江学者”特聘教授。

## 生平
1992年，成为滋贺医科大学博士研究生，1997年，回到中国，开展以“临床病理性痛发生机制及镇痛新药研究”为中心的一系列科研研究。